# Tim Krohn
Tim Krohn (* 9. Februar 1965 in Wiedenbrück, Nordrhein-Westfalen) ist ein in der Schweiz lebender Schriftsteller. 2009 erteilte ihm die Stadt Zürich das Zürcher und damit das Schweizer Bürgerrecht, seither ist er deutsch-schweizerischer Doppelbürger.

## Leben
Tim Krohn (* 1965) lebt seit 1966 in der Schweiz, in Glarus ist er aufgewachsen. Von 1984 bis 1992 studierte er Germanistik, Philosophie und Politikwissenschaft und wohnt heute mit seiner Frau und vier Kindern als freier Schriftsteller in Santa Maria Val Müstair. Er ist Verfasser von Prosatexten, Dramen und Hörspielen.
Krohn ist Mitglied des Verbands Autorinnen und Autoren der Schweiz. Von 1998 bis 2001 war er Präsident der Vorgängerorganisation, dem Schweizerischen Schriftstellerinnen- und Schriftstellerverband. Er erhielt unter anderem folgende Auszeichnungen: 1993 den UNDA-Radiopreis, 1994 den Conrad-Ferdinand-Meyer-Preis, 1998 einen Einzelwerkpreis der Schweizerischen Schillerstiftung, 2007 gewann er mit Vrenelis Gärtli die Wahl zum besten Schweizer Buch und erhielt für dasselbe Werk Preise der Anne-Marie-Schindler-Stiftung, von Stadt und Kanton Zürich. 2011 erhielt er den Kulturpreis des Kantons Glarus. Er schrieb die Bühnenvorlage für das Einsiedler Welttheater 2013.
Auf Einladung von Juri Steiner nahm Krohn am Ingeborg-Bachmann-Preis 2015 teil. Ebenfalls 2015 startete er das Crowdfunding-Projekt „Menschliche Regungen“. Der erste Band der daraus entstandenen Romanserie erschien 2017.
Krohn schreibt unter dem Pseudonym Gian Maria Calonder auch Kriminalromane.

## Werke

### Romane und Erzählungen
- Fäustchen. Roman. Edition Herbstz, Zürich 1990, ISBN 3-906370-11-9.
- Der Schwan in Stücken. Ammann, Zürich 1994, ISBN 3-250-10211-3.
- Dreigroschenkabinett. Roman. Eichborn, Frankfurt am Main 1997, ISBN 3-8218-0652-4.
- Quatemberkinder und wie das Vreneli die Gletscher brünnen machte. Roman. Eichborn, Frankfurt am Main 1998; Diogenes, Zürich 2010, ISBN 978-3-257-23961-4.
- Irinas Buch der leichtfertigen Liebe. Roman. Eichborn, Frankfurt am Main 2000; Diogenes, Zürich 2010, ISBN 978-3-257-23963-8.
- Bienen, Königinnen, Schwäne in Stücken. Buch + CD. Engler, Basel 2002, ISBN 3-905591-46-4.
- Die Erfindung der Welt (mit Elisa Ortega). Eichborn, Frankfurt am Main 2002, ISBN 3-8218-0727-X.
- Heimweh. Erzählungen. Mare, Hamburg 2005, ISBN 3-936384-18-5.
- Vrenelis Gärtli. Roman. Eichborn, Frankfurt am Main 2007; Diogenes, Zürich 2010, ISBN 978-3-257-23962-1.
- Warum die Erde rund ist. 111 Schöpfungsmythen. Eichborn, Frankfurt am Main 2008, ISBN 978-3-8218-5839-5.
- Ans Meer. Roman. Galiani, Berlin 2009, ISBN 978-3-86971-002-0
- mit Lika Nüssli (Illustrationen): Platons Höhle. SJW (Heft 2320), Zürich 2009, ISBN 978-3-7269-0550-7.
- mit Lika Nüssli (Illustrationen): Das Wolkenkuckucksheim, frei nach dem Theaterstück „Die Vögel“ von Aristophanes. Stiftung Schweizerisches Jugendschriftenwerk SJW (Heft 2360), Zürich 2010, ISBN 978-3-7269-0570-5; französisch: Coucouville-les-nuées, ISBN 978-3-7269-0571-2.
- Der Geist am Berg. Galiani, Berlin 2010, ISBN 978-3-86971-022-8.
- Aus dem Leben einer Matratze bester Machart. Galiani, Berlin 2014, ISBN 978-3-86971-088-4.
- Nachts in Vals. Galiani, Berlin 2015, ISBN 978-3-86971-116-4.
- Herr Brechbühl sucht eine Katze. (Menschliche Regungen, Band 1). Galiani, Berlin 2017, ISBN 978-3-86971-147-8.
- Erich Wyss übt den freien Fall. (Menschliche Regungen, Band 2). Galiani, Berlin 2017, ISBN 978-3-86971-151-5.
- Julia Sommer sät aus. (Menschliche Regungen, Band 3). Galiani, Berlin 2018, ISBN 978-3-86971-171-3.
- Die heilige Henni der Hinterhöfe. Roman. Kampa, Zürich 2020, ISBN 978-3-31110-026-3.
- mit Chrigel Farner (Illustrationen): Pippin der Nichtsnutz. Edition Moderne, Zürich 2022, ISBN 978-3-03731-241-4.

### Kriminalromane
(unter dem Pseudonym Gian Maria Calonder)

#### Reihe Polizist Massimo Capaul
- Engadiner Abgründe. Kampa, Zürich 2018, ISBN 978-3-31112-003-2.
- Endstation Engadin. Kampa, Zürich 2019, ISBN 978-3-31112-009-4.
- Engadiner Hochjagd. Kampa, Zürich 2020, ISBN 978-3-31112-015-5.
- Engadiner Bescherung. Kampa, Zürich 2020, ISBN 978-3-31112-523-5.
- Engadiner Herzrasen. Kampa, Zürich 2021, ISBN 978-33-1112-039-1.
- Engadiner Knochenbruch. Kampa, Zürich 2022, ISBN 978-3-31112-049-0.
- Engadiner Nächte. Kampa, Zürich 2023, ISBN 978-3-31112-070-4.

#### Reihe Polizist Jon (Jonin) Salutt
- Der Engadiner Dorfpolizist. Kampa, Zürich 2024, ISBN 978-3-311-12076-6.

### Theaterstücke
- mit Jürgen Zumbrunnen (Zeichnungen): Frei! Und tot. Nicht aufgeführtes Festspiel: 600 Jahre Näfeleser Schlacht zu Befreiungskampf, Freiheit und Gewalt. Tschudi, Glarus 1988, DNB 210844876.
- Surfer. UA: 10. Dezember 1991, Komedie Theater Zürich (Edition Herbstz, Zürich 1992, ISBN 3-906370-13-5, zusammen mit Zeitalter des Esels)
- Zeitalter des Esels. UA: 14. Februar 1992, Limit Theater Zürich (Edition Herbstz, Zürich 1992, ISBN 3-906370-13-5, zusammen mit Surfer)
- Die apokalyptische Show von den vier Flüssen Manhattans. UA: 25. März 1995, Staatstheater Mainz
- Der Schwan in Stücken. UA: 22. September 1995, Schauspiel Köln
- Polly. UA: 11. Februar 1998, Stadttheater Koblenz
- Revolution mit Hund. UA: 14. Mai 1998, Schauspiel Akademie Zürich
- Revolution mit Hund, die Zweite. UA: Werkstattaufführungen im Mai 1999 im TiK des Thalia Theaters Hamburg
- Die Bienenkönigin. UA: 2000, Theater am Neumarkt Zürich
- Shakespeare Love Songs. UA: 2001 Shakespeare Company Berlin
- Verbrechen und Strafe. UA: 2001 Theater am Neumarkt Zürich
- Quatemberkinder. UA: 2006 Theater Glarus
- Schneewittchen. UA: 2008 Tocha-Compagnie St. Gallen*
- Vehsturz, UA: 2013 Landschaftstheater Ballenberg
- Einsiedler Welttheater, UA: 2013 Welttheatergesellschaft Einsiedeln
- Ueli der Knecht (Dramatisierung)', UA: 2015 Landschaftstheater Ballenberg
- Ueli der Pächter, UA: 2016 Landschaftstheater Ballenberg